# Luis Diego López
Luis Diego López Breijo, mais conhecido como Diego López (Montevidéu, 22 de agosto de 1974) é um ex-futebolista e atual treinador uruguaio que atuava como zagueiro.

## Carreira
Lopez integrou a Seleção Uruguaia de Futebol na Copa América de 1999, vice-campeão.

## Treinador
No início da temporada da Serie A 2013-14 assumiu o comando do Cagliari. Permaneceu no cargo até 6 de abril de 2014.

## Títulos
Seleção Uruguaia
- Copa América: 1995

Cagliari
- Campeonato Italiano - Série B: 2004